# Episodi di Màkari (prima stagione)
La prima stagione della serie televisiva Màkari, composta da 4 episodi, è stata trasmessa in prima visione e in prima serata su Rai 1 dal 15 al 29 marzo 2021.
| nº | Titolo                     | Prima TV      |
| -- | -------------------------- | ------------- |
| 1  | I colpevoli sono matti     | 15 marzo 2021 |
| 2  | La regola dello svantaggio | 16 marzo 2021 |
| 3  | È solo un gioco            | 22 marzo 2021 |
| 4  | La fabbrica delle stelle   | 29 marzo 2021 |

## I colpevoli sono matti
Il giornalista Saverio Lamanna, dopo aver perso l'incarico di portavoce del sottosegretario del Ministero dell'interno per aver presentato per errore un programma politico opposto a quello originale, decide di tornare a Màkari, suo paese natale in Sicilia. Qui viene accolto dal caro amico Peppe Piccionello e inizia una relazione con Suleima, una studentessa di architettura che per pagarsi l'università a Firenze lavora come cameriera nella locanda di Marilù.
Un giorno il piccolo Davide Calisi, figlio di genitori separati, scompare dopo essersi allontanato da casa, e dopo alcune ricerche viene ritrovato senza vita nel pozzo di una tonnara abbandonata. Inizialmente viene fermato suo padre Carmine, alcolizzato e in fortissimo contrasto con l'ex moglie Lucia, che lo ha accusato di maltrattamenti verso il figlio facendo emettere un ordine restrittivo, ma la mattina seguente viene arrestato il senzatetto Vittorio, che si autoaccusa del delitto, sebbene ci siano forti dubbi sulla validità della sua confessione: infatti, Saverio scopre che Vittorio si è autoaccusato per senso di colpa poiché molti anni prima suo figlio morì nella stessa maniera mentre lui stava lavorando nei campi a pochi chilometri di distanza, subendo un crollo nervoso. Carmine viene scagionato grazie alle telecamere di una stazione di servizio.
Allontanatasi dalla fiaccolata in onore del figlio, Lucia rivela a Saverio che gli assillanti tentativi di riavvicinamento di Carmine irritavano il suo nuovo compagno, Bastiano, che a un certo punto iniziò a prendersela con lei; un giorno Davide intervenne per difendere sua madre, e Bastiano picchiò anche lui; Lucia decise di accusare l'ex marito sperando che così lo avrebbero allontanato, contando anche sulla fiducia della maestra Angela, che aveva notato i lividi su Davide.
Nel frattempo Totò, il cognato di Peppe, infuriato con il cavalier Noce, proprietario della cava dove lavorava, sequestra l'ex datore di lavoro nel suo ufficio: Noce è colpevole di aver accampato delle scuse per non pagare l'ultimo anno di stipendi ai dipendenti, licenziandoli tutti in tronco e affittando la cava a una società cinese. Totò accetta di parlare solo con Peppe e Saverio affinché quest'ultimo divulghi la sua storia, ma una volta uscito viene colpito per un equivoco da uno sparo e finisce in ospedale, senza gravi conseguenze. Saverio scrive e fa pubblicare un libro sulla vicenda di Totò e dei suoi colleghi.
Saverio discute con la maestra Angela, colei che ha trovato il corpo di Davide, la quale spiega di aver cercato alla vecchia tonnara dopo essersi ricordata di alcuni disegni del bambino che lo raffigurano lì insieme a un altro. Sul giocattolo a forma di dinosauro che Davide portava sempre con sé vengono rinvenute anche le impronte di un altro bambino che Saverio intuisce appartenere al suo migliore amico Michele, anche lui assente il giorno della sua morte. Alla fine Michele, fermato da Peppe e Suleima, confessa che dopo aver marinato la scuola per andare a giocare alla vecchia tonnara aveva sfidato Davide a una "prova di coraggio" in cui dovevano saltare sopra il pozzo, ma quando fu Davide a saltare cadde e morì. Michele aveva raccontato subito tutto ai suoi genitori, ma loro avevano deciso di nascondere la verità per paura di quello che sarebbe potuto accadere. Lucia chiede e ottiene il perdono di Carmine. Vittorio, che si sta riprendendo, riottiene i giocattoli del figlio e viene ritrovato dal fratello Antonio, il quale decide di portarlo a vivere con la sua famiglia.
- Tratto da: I colpevoli sono matti (racconto contenuto nell'antologia Un anno in giallo, 2017) e Il fatto viene dopo (racconto contenuto nell'antologia La crisi in giallo, 2015)[3].
- Altri interpreti: Valentina Apollon (Lucia Geraci), Giuseppe Provinzano (Carmine Calisi), Salvo Paternò (Bastiano Cascio), Matteo Galfano (Davide Calisi), Francesco Capizzi (Salvatore "Totò" Salemi), Aurora Peres (Maria Nicosia), Davide Dolores (Gaetano Nicosia), Carmelo Burrafato (Michele Nicosia), Ludovico Caldarera (Vittorio Misericordia), Claudia Gambino (Angela Lombardo), Daniele Pilli (Mike La Tona), Antonio Ribisi La Spina (cavalier Noce), Antonino Buffa (Anzalone), Marco Feo (Antonio Misericordia), Giorgia Ferrandes (Nicoletta), Francesco Occhipinti (Saverio a 8 anni), Manuel Bono (Saverio a 13 anni).
- Ascolti: telespettatori 6 744 000 – share 28,08%[4].

## La regola dello svantaggio
Saverio accetta la richiesta di Marilù di guidare con Peppe un tour enogastronomico per alcuni turisti che alloggiano nel suo albergo: il settantenne imprenditore romagnolo Olmo Buscaglia, la sua giovane fidanzata albanese-macedone Katrina, i coniugi romani Nevio e Anita Martelli, proprietari di uno studio di architettura, i russi Ada, amica di Katrina, e Nicolai, socio d'affari di Olmo, e infine Glauco, il figlio di Olmo avuto dall'ex moglie Nadia, che è destinato a ereditare l'impero del padre anche se vorrebbe invece diventare pittore.
Chiacchierando con Katrina, Saverio viene a sapere che ha incontrato Olmo perché lui aveva bisogno di un'infermiera che gli facesse le iniezioni di insulina per il diabete mellito di tipo 1, e che Glauco (il quale la ritiene un'approfittatrice) si è unito a loro perché Olmo spera che conoscendola meglio cambi idea. La sera stessa, osservando tra le tapparelle della finestra, Saverio scorge Olmo mentre consegna a Katrina una piccola scatola, senza però riuscire a vederne il contenuto. Il giorno dopo giunge Nadia, e Olmo, suo ex marito, interrompe la gita e a cena annuncia che la sera seguente partirà per tornare a Roma per un contrattempo. Prima della partenza Saverio propone di portarli a vedere Segesta, tour al quale Olmo non partecipa poiché si sente poco bene; durante una pausa, Glauco dice a Saverio che è sua madre a volere che prenda in mano le redini dell'azienda, mentre Katrina gli confida di essere fuggita a sedici anni dalla guerra civile macedone del 2001, di essere giunta in Italia grazie a dei conoscenti italiani del padre, e che prima di fidanzarsi con Olmo stava con Nicolai, il quale una sera ha provato a violentarla perché la considera ancora sua.
Il tour viene interrotto dal ricovero urgente di Olmo, che ha subìto un arresto cardiaco prolungato probabilmente correlato al diabete, motivo per cui deve essere trasportato in elicottero a Palermo. Saverio e Suleima sistemano la stanza di Olmo e trovano una siringa da insulina completamente vuota, il che spiega la crisi cardiaca di Olmo, portandoli a ipotizzare un tentato omicidio. Saverio raggiunge Nadia a casa sua per sapere il motivo dell'improvvisa comparsa a Màkari, ma non riesce a farsi dire molto se non il disprezzo che prova verso Katrina, colpevole di aver causato il divorzio tra lei e Olmo.
Saverio e Peppe interrogano Anita e Nevio, i quali spiegano che Olmo li aveva accusati di aver usato materiale scadente per ristrutturare una sua villa provando a non pagarli, e aveva messo in giro voci false nonostante avessero stipulato un accordo; il giorno del tour a Segesta si sono presentati tardi perché stavano cercando di avere un figlio, e mentre stavano uscendo avevano sentito Olmo litigare con Nicolai. Quest'ultimo rivela che ultimamente Olmo aveva il sospetto che lui si stesse accordando con un'altra società italiana sua concorrente, cosa effettivamente vera poiché Olmo aveva intenzione di sciogliere la loro società una volta tornati a Roma, e fa capire di aver litigato con lui perché è ancora geloso di Katrina. Saverio confida a Suleima di credere che Nadia sia venuta per accertarsi che Katrina non sposi Olmo col rischio di appropriarsi dell'eredità destinata a Glauco, e Suleima rivela di aver ascoltato Olmo spiegare alla fidanzata come dirigere la sua ditta.
Ada spiega a Saverio che Katrina ha conosciuto Olmo due anni prima tramite Nicolai, e che lei non l'ha voluto sposare per non passare come una "rovinafamiglie", aspettando il divorzio; Nicolai ha pensato di vendicarsi di entrambi, così insieme a Nevio e Anita ha chiamato Nadia per dirle ciò che ha scoperto, ovvero che Katrina è già sposata in Macedonia, e quindi non avrebbe potuto sposare Olmo perché sarebbe stata denunciata per bigamia; Katrina ammette di essersi sposata da ragazza con un soldato probabilmente morto in guerra, ma del quale ha ottenuto la dichiarazione di morte presunta. Poco dopo Olmo muore, e all'ufficio anagrafe Saverio scopre che da quasi un mese è segretamente sposato con Katrina. Saverio affronta Glauco accusandolo di aver fatto l'ultima fatale iniezione di insulina a suo padre, per paura che Katrina prendesse le redini dell'azienda al posto suo; incalzato da Saverio, che gli rivela del matrimonio segreto del padre, Glauco non smentisce ma non conferma le sue accuse anche perché Saverio non sembra interessato a denunciarlo alle autorità. Katrina è ora amministratore unico della società, e Saverio capisce che ciò che aveva visto regalarle da Olmo era un foglio con la sua nomina.
Dopo aver completato lo scritto I colpevoli sono matti, Saverio scopre che è stato Andrea, nipote del piastrellista mastro Pietro, ad aver affittato la sua casa a una famiglia di turisti francesi (costringendolo a trovare un'altra momentanea sistemazione a casa dell'aiuto cuoco di Marilù Carlo di cui è anche geloso per Suleima ed essere anche tornato nella casa di famiglia a Palermo, dove ritrova la governante Marichiedda) a suo dire un modo per «promuovere il turismo siciliano»; il ragazzo lo convince a non denunciare la cosa spiegandogli «la regola dello svantaggio».
Suleima fa notare a Saverio che in realtà anche Katrina poteva avere un valido movente per uccidere il marito, essendo ormai beneficiaria della sua eredità: prima di partire Katrina era in effetti sul punto di confidare qualcosa a Saverio; rimane perciò aperto il dubbio se ella fosse stata tentata di confessargli la sua colpevolezza. Saverio confida a Suleima un episodio molto doloroso: nell'estate del 1998 sua madre andò in vacanza da sola nella casa a Màkari perché Saverio era rimasto a Palermo per preparare un esame di diritto privato, mentre il marito aveva degli impegni a scuola; la donna ebbe un malore e telefonò al figlio, ma lui non la sentì perché teneva la musica ad altissimo volume. Per questo motivo il padre odia la casa a Màkari e Saverio prova ancora un bruciante senso di colpa, e scoppia a piangere.
- Tratto da: La regola dello svantaggio (racconto contenuto nell'antologia Turisti in giallo, 2015)[3].
- Altri interpreti: Ivano Marescotti (Olmo Buscaglia), Katia Mironova (Katrina Asani), Pietro Faiella (Nevio Martelli), Simonetta Solder (Anita), Daniele Molino (Glauco Buscaglia), Alina Nedelea (Ada), Rinat Khismatouline (Nicolai), Stefania Orsola Garello (Nadia), Carmine Signorelli (Carlo), Gerlando Gramaglia (mastro Pietro), Giovanni D'Aleo (Andrea), Aldo Failla (Tumino), Nunzio Giangrande (portiere Villa Egea), Vincenzo Pepe (primo becchino), Clive Riche (Bill Chiarello), Antonio Liotta (padre di Saverio a 50 anni), Vanessa Galipoli (madre di Saverio a 50 anni), Maribella Piana (Marichiedda).
- Ascolti: telespettatori 6 196 000 – share 25,9%[5].

## È solo un gioco
Franco Rizzo, giocatore di calcio e cugino di secondo grado di Saverio, muore in un incidente d'auto subito dopo Monte Pellegrino schiantandosi oltre una curva stretta e pericolosa. Saverio e Peppe raggiungono Palermo per partecipare ai funerali di Franco assieme ai genitori di quest'ultimo, Mario e Lilla, e al padre di Saverio.
Rosario, amico di Franco, assicura Saverio del fatto che l'amico era astemio, e ipotizza che stesse andando molto veloce forse perché doveva andare da qualche parte, anche se non ha idea di dove. Qualche giorno dopo Saverio accetta di partecipare a una partita di calcio in memoria del cugino giocando nella squadra dei suoi ex compagni, Virtus Sicana. Al successivo rinfresco, Santo spiega a Saverio che la squadra è finanziata da uno sponsor che paga tutto, comprese le trasferte, e che era stato trovato da Franco; Manuela, fidanzata di Franco, rivela che la sera della sua morte lui doveva raggiungerla a Mondello, che affittava due piccoli immobili non suoi per pagarsi il mutuo e che le diceva spesso di «saper fare i giusti affari».
Saverio scopre un giro di scommesse illegali intorno al torneo di calcio Summer Club Trophy, dove militava la squadra di Franco: Saverio crede che il cugino si fosse messo d'accordo con un compagno di squadra per perdere di proposito una partita scommettendo dei soldi sulla loro sconfitta (forse tramite un prestanome) e che probabilmente è stato ucciso da qualcuno del giro delle scommesse clandestine che aveva scoperto il trucco. Intanto Bartolo, un giovane che si batte contro la mafia e che Saverio credeva fosse l'autore di alcune intimidazioni ai danni di baristi che tengono video poker, rivela a Saverio ciò che ha scoperto: le intimidazioni erano opera della sua fidanzata Alida, il cui padre si è rovinato a causa della ludopatia; lei era convinta che la cosa migliore da fare fosse far chiudere tutti i bar con i video poker della zona. Saverio convince Bartolo a far ragionare Alida.
Il vicequestore Randone spiega a Saverio e Suleima che da qualche mese stanno dietro ad alcuni mafiosi, fino ad arrivare ai campetti di calcio: il custode Pietro è parente di un boss che ha contatti con un latitante (per questo erano appostati sia al funerale di Franco che alla partita commemorativa); Pietro ha contatti con una banda di scommesse clandestine, ma la priorità è la cattura del latitante. Saverio non crede affatto alla tesi dell'incidente e mostra a Randone le ricevute che dimostrano l'implicazione di Franco nel giro di scommesse, e quando Randone legge un articolo di giornale dove viene descritta una discussione avuta tra Santo e Franco prima del rigore sbagliato, Saverio pensa di aver individuato il colpevole in Santo.
Santo ammette che lui e Franco si erano messi d'accordo per scommettere per conto loro e perdere la partita (anche perché erano già qualificati per la finale), ma che era solo Franco a parlare con la banda di scommettitori; si era rifiutato di tirare il rigore perché sarebbe stato un errore troppo vistoso da parte sua. Saverio e Peppe, giunti in ospedale dopo che Manuela è stata ricoverata per aver assunto un farmaco sbagliato, scoprono che è incinta di quattro mesi: Manuela confessa a Saverio di aver in realtà tentato il suicidio perché è sola e senza indipendenza economica, ma di essersi pentita subito. Peppe convince i genitori di Franco a farsi carico di Manuela e del futuro nipote.
Randone spiega a Saverio che apparentemente l'ultima partita non ha provocato particolari reazioni della banda, che l'automobile non è stata sabotata e che l'autopsia ha stabilito la buona salute di Franco. Grazie a Bartolo e Alida, Saverio scopre che la base si trova in un magazzino della zona portuale di Palermo. Mentre perlustra la zona con Peppe, Saverio viene sequestrato e minacciato dai componenti della banda i quali, dopo aver scoperto che è cugino di Franco, lo liberano; Natale, il capo della banda, gli spiega che Franco non li avrebbe mai traditi e che non l'hanno ucciso. Saverio si fa prestare da zio Mario la registrazione dell'ultima partita giocata dal cugino, e grazie a Peppe intuisce che è stato Rosario ad aver ucciso Franco.
Rosario confessa che era disperato perché doveva vincere, perché da un anno il suo negozio andava a rotoli e non riusciva a pagare il mutuo della casa: decise quindi di scommettere sulla partita avendo la certezza che la sua squadra avrebbe vinto, così da guadagnare abbastanza per pagare tutta la casa, ma quando capì che Franco e Santo l'avevano truccata cadde preda della disperazione. Dopo la partita andarono a cena come sempre, e al momento dei saluti affrontò Franco; al suo rifiuto di chiarimenti, Rosario lo seguì per strada e accelerò sempre di più sperando che Franco rallentasse e accostasse, ma non successe, e quando le due automobili si toccarono quella di Franco sbandò e andò oltre il guardrail, schiantandosi al suolo. Da qualche giorno Rosario girava con l'automobile della moglie, mentre la sua è stata trovata col GPS infrattata in terreno vicino Torretta e reca sulla fiancata ammaccata tracce di vernice compatibile con quella della macchina di Franco.
Suleima, in partenza per un colloquio di lavoro a Milano, viene raggiunta in aeroporto da Peppe e Saverio, il quale le regala un anello di fidanzamento. Saverio ripensa ancora una volta al grande affetto che da bambini legava lui e Franco, prima di perdersi di vista per oltre trent'anni.
- Tratto da: È solo un gioco (racconto contenuto nell'antologia Il calcio in giallo, 2016)[3].
- Altri interpreti: Alberto Lo Porto (Santo Gagliardo), Matteo Contino (Martino Pace), Dario Frasca (Rosario Sgrò), Simona Di Bella (Manuela), Gabriele Catalano (Bartolo), Agatino Mazzaglia (zio Mario), Ester Cucinotti (zia Lilla), Giuseppe Massa (Natale Vitrano), Domenico Bravo (Pietro Siricio), Alessandro Fricano (medico), Giuseppe Lo Piccolo (Cozzolino), Floriana Poma (Alida), Antonio Liotta (padre di Saverio a 50 anni), Vanessa Galipoli (madre di Saverio a 50 anni), Francesco Occhipinti (Saverio a 8 anni), Vincenzo Ienna (Franco Rizzo da bambino).
- Ascolti: telespettatori 6 389 000 – share 26,5%[6].

## La fabbrica delle stelle
Saverio viene assunto dalla ricca Flaminia De Simone per gestire l'ufficio stampa di sua sorella minore Gea, regista e produttrice cinematografica, il cui ultimo film verrà presentato a un importante festival a Messina. In realtà, il vero motivo per cui Flaminia ha assunto Saverio consiste nel proteggere la sorella dal violento ex fidanzato, l'attore argentino Alo Pereira (pieno di livore perché ha abbandonato una carriera promettente in madrepatria per seguire la fidanzata e un successo che non è mai arrivato), il quale l'ha già picchiata molte volte e sembra sempre più fuori controllo. Saverio nel frattempo incontra per caso Marina Tadde, giornalista e sua ex collega, che con i suoi articoli lo distrusse pubblicamente quando con il suo errore rovinò la propria carriera e compromise il sottosegretario; con grande sgomento dello scrittore, Marina e Piccionello si prendono subito in simpatia. Una mattina, però, Gea viene trovata morta nella vasca da bagno con il collo e le unghie spezzate e i sospetti cadono immediatamente su Alo, nel frattempo divenuto irreperibile. La frustrazione provata da Saverio lo porta a litigare con Peppe, che lo ha accompagnato al festival.
Enzo, produttore esecutivo e caro amico di Gea, accusa Flaminia di trarre giovamento dalla morte della sorella poiché Gea, desiderosa di dare uno slancio alla sua carriera fondendo la sua società Movie Valley con la Leopard Film di Roma, avrebbe preteso ciò che le spettava, ossia la propria parte di patrimonio, mentre Flaminia intende mantenere nelle sue mani l'impero dei loro genitori, proprietari di un'impresa di costruzioni. Enzo confida a Saverio che sette anni prima, quando il padre di Flaminia e Gea si ammalò, decise di affidare il patrimonio alle figlie: Gea voleva fare cinema, così Flaminia si mise a capo di tutto. Inizialmente a Gea andava bene, anche perché le bastavano i finanziamenti per mandare avanti la sua casa di produzione, ma la sorella la trattava ancora come una bambina a cui dare la paghetta e solo quando lo decideva lei. Fu Enzo stesso a proporre all'amica la fusione della società ma, per siglare il contratto, c'era bisogno della liquidità che Gea avrebbe potuto ottenere con la sua metà del patrimonio; se fosse accaduto, Flaminia avrebbe perso la maggioranza azionaria della società, perdendone di fatto anche il controllo.
Flaminia nega di aver mai manipolato Gea e accusa Alo dell'omicidio, e successivamente gli mostra le carte dell'accordo di fusione, dove non compare il nome di Enzo, il quale ha un alibi poiché la scientifica ha stabilito che, essendo Gea morta tra le 7 e le 8, in quel lasso di tempo egli si trovava negli uffici del festival, come testimoniano le telecamere; inoltre, il suo nome non compare nelle carte del contratto solamente perché l'accordo era ancora da perfezionare, infatti Gea non l'avrebbe estromesso.
Saverio e Peppe pedinano Irene, amica di Alo, trovando quest'ultimo in un capanno abbandonato: Alo afferma di aver trovato Gea morta e di essere scappato per la paura dopo essere stato visto da una cameriera. La polizia cattura Alo, che è ritenuto l'assassino poiché ha dei graffi sul braccio destro che sembrano coincidere con il tentativo di difesa di Gea. Saverio però non è convinto della sua colpevolezza e, da alcune fotografie scattate due giorni prima dell'omicidio, evince che Alo si è procurato i graffi cadendo dalla moto mentre era a Roma. Enzo rivela a Saverio che in verità era Arianna, assistente e aiuto regista di Gea, a girare realmente i film: non essendo in grado di dirigerne uno, le due erano comunque sempre d'accordo nel far firmare la regia a Gea, dietro un buon compenso e con la promessa che quest'ultima le avrebbe prodotto il primo lungometraggio da regista, intitolato La fabbrica delle stelle. Giulio Tossetti, il nuovo socio, aveva però posto una clausola per la fusione, ossia che per almeno cinque anni non avrebbero prodotto alcun esordio, cosa di cui però Arianna era all'oscuro e Gea (che aveva cercato di far cambiare idea al socio) glielo avrebbe comunicato solo al termine del festival.
Durante una proiezione all'ultima serata del festival, Saverio segue di soppiatto Arianna dietro le quinte, costringendola finalmente a confessare: la donna aveva ascoltato la conversazione tra Tossetti e Gea, venendo così a conoscenza del fatto che il suo film non sarebbe più stato prodotto. Arianna, disperata perché tutti i sacrifici fatti sino ad allora le sono valsi a nulla, afferrò una grande conchiglia con spuntoni e colpì mortalmente Gea, dopo che questa le aveva provocato dei graffi sul collo nel tentativo di difendersi. Arianna inseguiva da una vita il suo sogno di diventare regista, rendendosi conto che anche Gea, che rappresentava la sua ultima possibilità, finì per tradirla.
Saverio quindi invita Arianna a offrire una confessione spontanea al questore mentre Alo, seppur scagionato dall'accusa di omicidio, è indagato per violenze private, omissione di soccorso e resistenza a pubblico ufficiale, con una prevedibile carcerazione. Suleima, un istante prima di ripartire per Milano, comunica a Saverio (dopo averlo inizialmente negato solo per osservare la sua reazione) di essere incinta.
- Tratto da: La fabbrica delle stelle (romanzo, 2016)[3].
- Altri interpreti: Antonio Alveario (vicequestore Goratti), Laura Adriani (Gea De Simone), Astrid Meloni (Flaminia De Simone), Liborio Natali (Enzo Torrisi), Gaia Insenga (Arianna Menichini), Simon Rizzoni (Alo Pereira), Francesca Turrini (Marina Tadde), Andreina Buccino (Amandine), Pierre François Jacquemin (Guillaume), Cristina Mugnaini (Irene).
- Ascolti: telespettatori 6 451 000 – share 26,3%[7].